# دروفين لي ماريس
دروفين لي ماريس (بالفرنسية: Drouvin-le-Marais)‏ هي بلدية تقع في إقليم باد كاليه من منطقة نور با دو كاليه في شمال فرنسا. تبلغ مساحة هذه المدينة 2.12 (كم²)، وترتفع عن سطح البحر 51 م، يبلغ عدد سكانها 512 نسمة حسب إحصاء المعهد الوطني للإحصاء والدراسات الاقتصادية سنة 2009 م. وترأس Catherine Decourcelle البلدية خلال فترة (2008-2014).